# ميخائيل موراليس
ميخائيل موراليس (بالإنجليزية: Michael Morales)‏ هو ملحن ومنتج أسطوانات ومغني أمريكي، ولد في 25 أبريل 1963.

## وصلات خارجية
- الموقع الرسمي
- ميخائيل موراليس على موقع ميوزك برينز (الإنجليزية)
- ميخائيل موراليس على موقع ديسكوغز (الإنجليزية)